# Ján Slota
Ján Slota (ur. 14 września 1953 w Lietavskiej Lúčce) – słowacki polityk narodowy, przewodniczący Słowackiej Partii Narodowej, wieloletni działacz samorządowy, burmistrz Żyliny w latach 1990–2006, członek Rady Narodowej.

## Życiorys
W 1977 ukończył studia w Wyższej Szkole Technicznej w Koszycach, po czym do upadku komunizmu pracował jako inżynier. W 1989 zaangażował się w działalność polityczną w Słowackiej Partii Narodowej. Rok później uzyskał mandat posła do Zgromadzenia Federalnego Czechosłowacji z ramienia SNS. W tym samym roku został wybrany burmistrzem Żyliny – reelekcję na to stanowisko uzyskiwał również w latach 1994, 1998 i 2006. W 2006 przegrał w drugiej turze z kandydatem SDKÚ-DS, KDH, SF i OKS Ivanem Harmanem.
Oprócz funkcji samorządowej sprawował mandat posła Rady Narodowej (1992–1998; od 2006) oraz członka sejmiku krajowego w Żylinie (2001–2005). W latach 1994–1999 i 2001–2002 był przewodniczącym SNS, w 2003 został wybrany po raz trzeci na to stanowisko.
Trzykrotnie żonaty, ma trzech synów i córkę. Zaangażowany w działalność sportową, w młodości zajmował się pilotażem. Jest członkiem Związku Łowieckiego, był także prezesem klubu piłkarskiego MŠK Žilina oraz hokejowego PCHZ Žilina. Pochodzi z rodziny Juraja Sloty, współzałożyciela i działacza Macierzy Słowackiej, redaktora naczelnego bystrzyckiego pisma „Cyrill a Method”.

## Krytyka i kontrowersje
Ján Slota jest krytykowany za ksenofobiczne i rasistowskie wypowiedzi pod adresem mieszkających na Słowacji Węgrów i Cyganów.